# Права ЛГБТ в Канаде
Права лесбиянок, геев, бисексуалов и транс-людей (ЛГБТ) в Канаде являются одними из самых обширных в Америке и в мире. Однополые сексуальные отношения были признаны законными в Канаде 27 июня 1969 года, когда с королевского согласия вступил в силу Закон о поправках к уголовному законодательству (также известный как Билль С-150). В историческом решении 1995 года по делу Иган против Канады Верховный суд Канады постановил, что сексуальная ориентация защищена конституцией в соответствии с положением о равенстве Канадской хартии прав и свобод. В 2005 году Канада была четвёртой страной в мире и первой страной в Северной и Южной Америке, легализовавшей однополые браки по всей стране.
Канада была названа самой дружественной к геям страной в мире, когда она заняла первое место в рейтинге Gay Travel Index в 2018 году и вошла в пятерку самых безопасных по версии журнала Forbes в 2019 году. Она также заняла первое место в рейтинге LGBTQ + Danger Index от Asher & Lyric в обзоре 2021 года.
В крупнейших городах страны есть свои гей-районы и сообщества, такие как Церковь Торонто и квартал Уэллсли, коммерческий район Гей-Виллидж Монреаля, Ванкуверская Деревня Дэви и Гей-Виллидж на Бэнк-Стрит в Оттаве. Каждое лето канадское ЛГБТ-сообщество празднует гей-парад во всех крупных городах с участием многих политических деятелей федерального, провинциального и муниципального уровней.
В последние десятилетия в Канаде произошли некоторые серьёзные изменения в законодательстве в поддержку прав ЛГБТ (например, декриминализация, антидискриминация, запрет преследования, легализация однополых браков, гомосексуальность, донорство крови, права транс-людей и запрет конверсионной терапии). Исследование Pew Research за 2020 год показало, что 85 % населения Канады (92 % среди канадцев в возрасте от 18 до 29 лет) выступали за социальное принятие гомосексуальности по сравнению с 80 % в 2013 году. Точно так же опросы в июне 2013 года показали рост точки зрения канадского населения: подавляющее большинство канадцев благословили однополые браки, которые стали доступны всем по всей Канаде в 2005 году. Опросы также показали что 70 % населения Канады согласились с тем, что «однополые пары должны иметь те же права на усыновление детей, что и гетеросексуальные пары», и что 76 % также согласились с тем, что «однополые пары так же, как и другие родители, могут успешно воспитывать детей». К 2020 году 91,8 % опрошенных в ходе опроса, проведенного по заказу Тайного совета, заявили, что им было бы «комфортно», если бы соседний сосед был геем, лесбиянкой или бисексуалом, а 87,6 % сказали, что им было бы «комфортно», если бы сосед был трансгендером".

## История
Трансгендеры и практика переодевания в одежду другого пола были зарегистрированы и задокументированы в Канаде на протяжении веков. Различные группы коренных народов имеют свои собственные традиции и термины, относящиеся к трансгендерам, гендерным различиям или сексуальной идентичности. У этих исконных народов были представления о гендере и сексуальности, которые значительно отличались от представлений западного мира. Многие трансгендеры в этих традиционных ролях занимали почетные должности, где они были известны как опекуны за детьми, потерявшими свои семьи, духовными целителями и воинами в битвах. Термин iskwêw ka napêwayat относится к людям, которые при рождении были мужчинами, но которые действуют, одеваются и ведут себя как женщины, в то время как термин iskwêw ka napêwayat имеет противоположное значение: ребёнок, который при рождении был женщиной, но действует и ведет себя как мужчина. Точно так же термин Kutenai titqattek описывает женщин, которые берут на себя роли, традиционно считающиеся мужскими, включая охоту и войну. Термин черноногих aakíí'skassi (что означает «действует как женщина»; также пишется как a’yai-kik-ahsi) описывает мужчин, которые одеваются как женщины и обычно выполняют работу по дому и занятия, связанные с женщинами, такие как плетение корзин и изготовление гончарных изделий. Многие другие группы коренных народов используют аналогичные термины: инуитский sipiniq, у ассинибойн — wįktą, тлинкитский gatxan и цимшианский kanâ'ts. У народа оджибве мужчины, которые стали вести себя как женщина, известны как ikwekaazo, что буквально переводится как «мужчины, которые решили вести себя как женщины», в то время как женщины, которые стали вести себя как мужчины, известны как ininiikaazo. Европейские колонизаторы описали бы таких людей как «гомосексуалы», «любопытное соединение мужчины и женщины» или «бердаши», имея в виду пассивных гомосексуалистов-проституток. Этот термин сейчас считается оскорбительным и устаревшим. После колонизации и распространения христианства религиозными миссионерами многие из этих традиций начали исчезать. Более того, трансгендеров ассимилировали в европоцентричную культуру, и даже взгляды коренных народов начали меняться. В начале 1990-х годов коренные народы стремились восстановить многие из своих обычаев и традиций. ЛГБТ-группы коренных народов предложили термин «люди с двумя душами» для обозначения традиционного и культурного «третьего пола». В наше время термин «люди с двумя душами» часто используются группами коренных народов для обозначения людей, воплощающих эти гендерные черты, и иногда используются для обозначения всего коренного ЛГБТ-сообщества. Таким образом, все чаще используются термины LGBT2S или LGBTQ2S, при этом 2S обозначает «людей с двумя душами»; иногда это обозначается просто как 2, как в LGBTQ2. Упоминания о гомосексуализме и однополых отношениях также существуют, особенно среди микмак, где для обозначения таких людей используется общая фраза Geenumu Gessalagee, которая переводится как «он любит мужчин».
В британскую североамериканскую эпоху однополые сексуальные отношения между мужчинами считались преступлением, наказываемым смертной казнью. Однако не сохранилось никаких записей о казнях; считалось, что политические деятели не хотели применять закон. Смертная казнь в конечном итоге была отменена, хотя в конце 19 века часто применялся более широкий закон, запрещающий грубую непристойность между мужчинами. В период с начала до середины 20-го века закон часто изображал гомосексуальных мужчин как сексуальных преступников, как, например, в судебном деле Эверетта Джорджа Клипперта. Он признался, что занимался сексом с несколькими мужчинами, в результате чего его приговорили к пожизненному заключению. Однополые сексуальные отношения между взрослыми людьми по обоюдному согласию вскоре были декриминализованы в 1969 году в результате принятия закона 1967 года, когда министр юстиции и генеральный прокурор Канады Пьер Трюдо стал 15-м премьер-министром Канады и заявил: «Нет места для государства в спальнях нации».
Вплоть до 1973 года гомосексуальность считалась психическим заболеванием. Многие методы лечения использовались для излечения людей от их гомосексуальной ориентации: электросудорожная терапия, лоботомия, конверсионная терапия и так далее. В 1973 году Американская психиатрическая ассоциация решила, что гомосексуальность не является психическим заболеванием. В результате гомосексуальность была исключена из Диагностического статистического руководства (DSM), которое является диагностическим справочником, используемым всеми специалистами в области здравоохранения и социальных служб в Северной Америке. В 1999 году Американская психологическая ассоциация признала в своем этическом кодексе, что рассматривать гомосексуальность как психологическую проблему, сексуальное отклонение или форму психопатологии неэтично.
Однополые браки стали законными в Онтарио в 2003 году и уже были легализованы в восьми из десяти провинций и на одной из трех территорий, когда 20 июля 2005 года Канада стала первой страной за пределами Европы и четвёртой страной в мире, легализовавшей такие же браки. Точно так же однополое усыновление было легализовано во всех провинциях и территориях по разным правилам. Дискриминация по признаку сексуальной ориентации и гендерной идентичности или самовыражения при приеме на работу, в сфере жилищных отношений, а также в общественных и частных помещениях теперь запрещена всеми провинциями и территориями, а также федеральным правительством. Трансгендерам теперь разрешено менять свой юридический пол во всех провинциях и территориях по разным правилам.

## Конституционная основа

### Юридические права и права на равенство

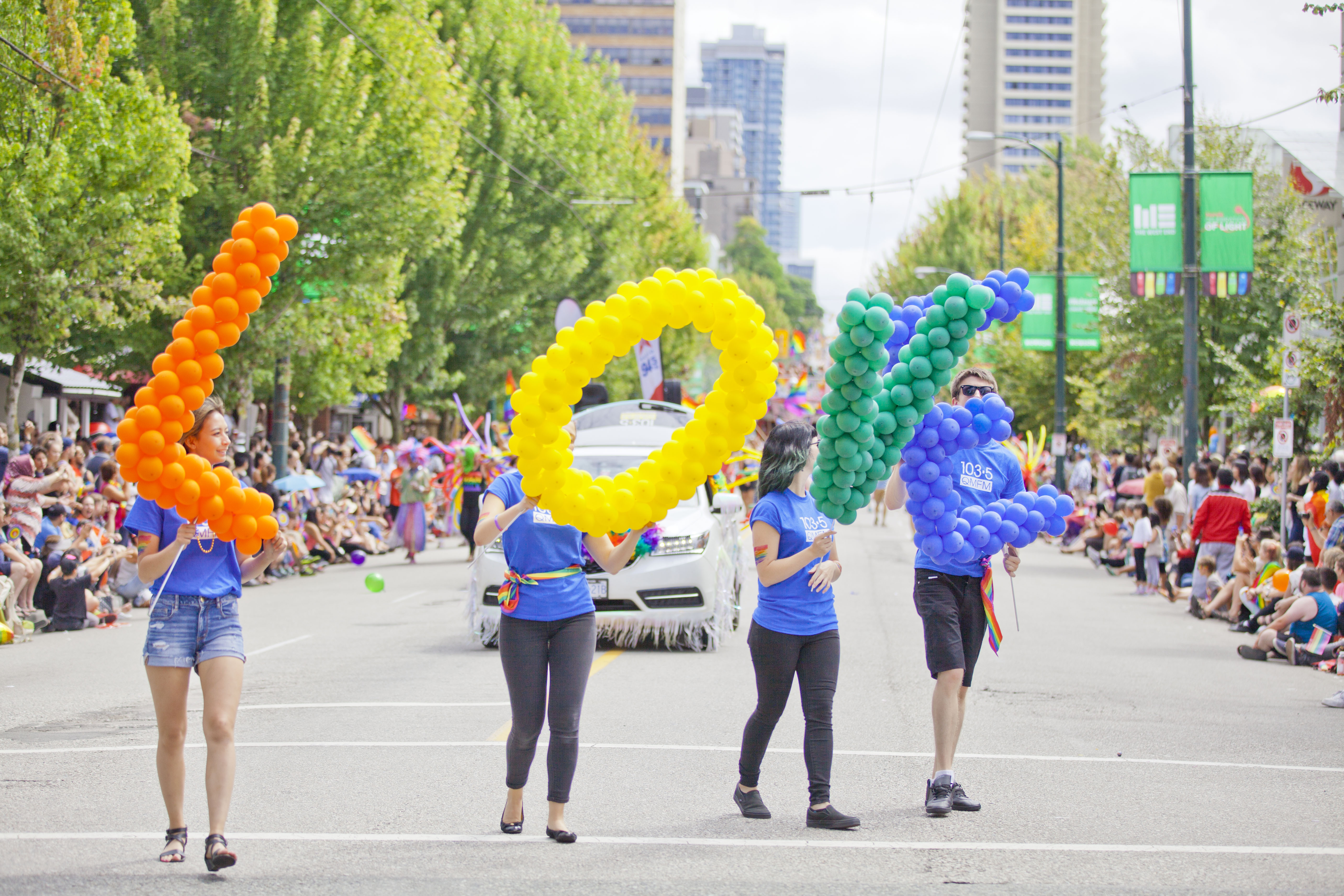
Участники парада Vancouver Pride 2016

Конституция Канады прямо не предоставляет или не отрицает никаких прав ЛГБТ, однако Верховный суд Канады постановил, что неограниченная формулировка статьи 15 Хартии защищает ЛГБТ от дискриминации по признаку сексуальной ориентации. Подраздел 15 (1) гласит:
Все люди равны перед законом и имеют право на равную защиту и равные преимущества со стороны закона без дискриминации и, в частности, без дискриминации по признаку расы, национального или этнического происхождения, цвета кожи, религии, пола, возраста или умственной и физической инвалидности.
Подраздел 15 (1) был написан с целью защиты от дискриминации в целом, при этом перечисленные основания запрещенной дискриминации, такие как раса и пол, являются примерами запрещенных оснований, а не являются закрытым списком. В своем знаменательном решении 1995 года по делу Иган против Канады Верховный суд Канады объявил, что сексуальная ориентация включена в рамки статьи 15 в качестве аналогичного основания. Таким образом, гражданам была предоставлена равная защита от дискриминации по этому признаку. Понятия пола и инвалидности в статье 15 были интерпретированы как включающие транссексуальность и ВИЧ/ЗППП. Как было сформулировано и подтверждено в 2008 году, «содействие равенству влечет за собой развитие общества, в котором все уверены в том, что они признаны законом как люди, в равной степени заслуживающие заботы, уважения и внимания». Кроме того, «Верховный суд определил ряд важных интересов в контексте статьи 15», а именно «доступ к гомосексуальной эротике для культуры геев и лесбиянок».
Статья 15 применяется ко всем законам и государственным учреждениям в Канаде, включая правоохранительные органы, но Хартия не предоставляет прав против частного сектора. Вместо этого жалоба на бизнес будет подана в соответствии с применимым федеральным или провинциальным законом о правах человека. Например, жалоба на дискриминацию в отношении ресторана обычно подпадает под действие провинциального антидискриминационного законодательства, а не Хартии. Однако Хартия является частью Конституции и, следовательно, является частью высшего закона страны. Суды должны толковать статуты в соответствии с Хартией, включая законы о правах человека. В частных судебных процессах, включая дела о правах человека, «суды должны время от времени переоценивать соответствие общего права меняющимся ожиданиям общества через призму ценностей Устава». Таким образом, права на равенство, закрепленные в Хартии, будут служить руководством для толкования прав на равенство, закрепленных в законах о правах человека.
В своем решении 1998 года по делу Vriend v Alberta Верховный суд установил, что неспособность законодательного органа провинции включить сексуальную ориентацию в качестве запрещенного основания для дискриминации в свой закон о правах человека, сама по себе является нарушением статьи 15 Хартии прав. По состоянию на 2017 год все провинции, территории и федеральное правительство прямо включают сексуальную ориентацию и гендерную идентичность в качестве запрещенных оснований для дискриминации в свои законы о правах человека.

### Разумные ограничения
На всю Хартию также распространяется общее ограничение в статье 1, которое допускает «такие разумные пределы, установленные законом, которые могут быть явно оправданы в свободном и демократическом обществе». Тест Оукса определяет толкование этого исключения Верховным судом Канады. Этот анализ может учитывать противоречащие Хартии права. Например, право на равенство по признаку сексуальной ориентации в соответствии со статьей 15 может быть ограничено свободой религии в соответствии со статьей 2, и наоборот. Оно также может быть ограничено правом на образование в конфессиональных (религиозных) школах в соответствии со статьей 93 Конституции.

### Механизм правоприменения
В последние десятилетия права канадцев среди ЛГБТ были в значительной степени усилены благодаря нескольким судебным решениям, вынесенным в соответствии с о статьей 15 Канадской хартии прав и свобод, которая была включена в Конституцию Канады в 1982 году и вступила в силу в 1985 году.
Некоторые дела финансировались в рамках Программы рассмотрения судебных исков федерального правительства, которая в 1985 году была расширена для финансирования контрольных дел, оспаривающих федеральное законодательство в отношении равноправия, гарантированного Хартией. Также было финансирование для оспаривания провинциальных законов в рамках различных программ, но их доступность значительно различалась от провинции к провинции.

### Невзирая на положение
Кроме того, на статью 15 распространяется действие «невзирая на положение» Хартии, которое позволяет федеральному парламенту и законодательным собраниям провинций заявлять, что закон освобождается от определённых статей Хартии на срок до пяти лет, причем такое освобождение может продлеваться неограниченное число раз. В 2000 году Альберта внесла поправки в Закон о браке, определяя брак как «брак между мужчиной и женщиной». В законе была сделана ссылка на статью Хартии вопреки этому, но поправка, тем не менее, была недействительной, поскольку в соответствии с Конституцией право вступать в брак является вопросом исключительно федеральной юрисдикции. Оговорка об отмене может использоваться только для исключения из Хартии; она не может изменить федеральное разделение властей. В любом случае пятилетний период освобождения от налогов истек в 2005 году.
Поправка «Невзирая на положение» никогда не использовалась федеральным парламентом. Обычно считается, что такое использование будет означать политически неловкое признание того, что рассматриваемый закон должен нарушать права человека.
Тем не менее, «невзирая на положение» не является для правительства возможностью для несправедливого или репрессивного использования политической власти. Раздел 33 Устава, как и весь Устав, также подпадает под действие статьи 1 и, поскольку он применяется только к статьям 2 и 7-15, не имеет силы или эффекта для отмены статьи 1.

### Разделение юрисдикции между федеральным правительством и провинциями
Помимо Хартии, ещё одним важным конституционным фактором является разделение полномочий между федеральным правительством и правительствами провинций. Согласно Конституции Канады, некоторые вопросы отнесены к исключительной юрисдикции федерального парламента, в то время как другие вопросы отнесены к исключительной юрисдикции законодательных собраний провинций. Многие из вопросов, которые имеют прямое влияние на права ЛГБТ, находятся в юрисдикции провинций.
Основными субъектами федеральной юрисдикции являются власть уголовного права, а также брак и развод. Органы уголовного права могут рассматривать такие вопросы, как разжигание ненависти и модификаторы приговора по мотивам предубеждения. В прошлом он использовался для криминализации поведения ЛГБТ. Федеральная юрисдикция в отношении брака и развода дает парламенту право определять, какие стороны могут вступать в брак, а также правила, регулирующие развод, а также вопросы о ЛГБТ, связанные с этими процессами.
Субъекты, относящиеся к юрисдикции провинции, включают такие вопросы, как супружеская поддержка не состоящих в браке пар, усыновление, родство детей, статистика естественного движения населения (включая документы, удостоверяющие личность, такие как свидетельства о рождении), опека над детьми и их поддержка, образование, жилье, здравоохранение, пенсии и социальное обеспечение. Кроме того, большинство рабочих мест подпадают под юрисдикцию провинции.
Закон о правах человека следует такому распределению субъектов. Закон Канады о правах человека имеет относительно ограниченное применение и применяется в основном к федеральному правительству и регулируемым на федеральном уровне рабочим местам, таким как банки, авиация и межпровинциальный транспорт. Провинциальные законы о правах человека применяются к гораздо более широкому кругу вопросов. Законы провинций о правах человека применимы к большинству школ, арендуемому жилью, здравоохранению и рабочим местам.

## Законность однополой сексуальной активности

### Возраст сексуального согласия
В Канаде однополые отношения разрешены законом. С июня 2019 года общий возраст согласия на сексуальную активность составляет 16 лет. Однако при наличии отношений доверия, авторитета или зависимости возраст согласия составляет 18 лет. Отношения не должны быть эксплуатационными по отношению к партнёру. Любая форма сексуального насилия и эксплуатации строго запрещена законом в отношении любого человека, независимо от возраста. Законы о возрасте согласия также предусматривают исключения «близкого возраста» для подростков в возрасте от 12 до 15 лет. Эти исключения также подпадают под те же запреты, когда существует позиция доверия или эксплуататорские отношения.

### Закон об анальном сексе
В британскую североамериканскую эпоху однополые сексуальные отношения между мужчинами считались преступлением, караемым смертной казнью. Смертная казнь в конечном итоге была отменена, и в конце 19 века часто применялся более широкий закон, описывающий грубую непристойность между мужчинами.
В июне 1969 года парламент принял Закон о поправках к уголовному законодательству 1968—1969 годов, который декриминализировал сексуальные отношения между мужчинами, с возрастом согласия на анальный секс, установленным в 21 год. В 1985 году положения об анальном сексе в статье 159 Уголовного кодекса были смягчены, хотя возраст согласия оставался равным 18 годам, если сторонами не были муж и жена. Статья 159 по-прежнему квалифицирует как уголовное преступление анальный половой акт в присутствии третьего лица или если анальный половой акт проводится в общественном месте.
После принятия Хартии суды Онтарио, Квебека, Британской Колумбии, Новой Шотландии и Альберты независимо друг от друга объявили статью 159 неконституционной как нарушение равенства положение Устава.
5 ноября 2016 года либеральное правительство внесло закон об отмене статьи 159 Уголовного кодекса. Законопроект C-32 должен был гарантировать, что все формы сексуальной активности по обоюдному согласию будут рассматриваться одинаково в соответствии с законом, с одинаковым возрастом согласия как для гетеросексуальных, так и гомосексуальных пар. Позднее законопроект был включен в новый законопроект C-75, внесенный на рассмотрение в конце марта 2018 года. Депутат-либерал Рэнди Буассонно, специальный советник премьер-министра по вопросам ЛГБТ, заявил от имени правительства:
Мы получили известие от правительства. сообщества, что статья 159 - это часть архаичного законодательства, которое продолжает влиять на молодых людей, поэтому важно, чтобы это было обсуждено и прошло через весь дом
21 июня 2019 года законопроект получил королевское одобрение и был принят как закон.

### Извинения перед ЛГБТ сообществом
28 ноября 2017 года премьер-министр Джастин Трюдо принес официальные извинения в парламенте членам сообщества ЛГБТ:
Со стыдом, печалью и глубоким сожалением о том, что мы сделали, я стою здесь сегодня и говорю: мы были неправы. Мы приносим свои извинения. Мне жаль. Приносим извинения ... Членам ЛГБТ-сообществ, молодым и старым, здесь, в Канаде, и во всем мире: вас любят. И мы вас поддерживаем. Первопроходцам, которые жили и боролись, и тем, кто так упорно боролся, чтобы привести нас в это место: спасибо за ваше мужество и спасибо за то, что вы высказались. Надеюсь, вы с гордостью оглянетесь на все, что вы сделали. Именно благодаря вашей смелости мы собрались здесь сегодня вместе и напоминаем себе, что мы можем и должны добиться большего. Мы приносим свои извинения за притеснение сообществ лесбиянок, геев, бисексуалов, трансгендеров, гомосексуалистов и двух духовных сообществ. От имени правительства, парламента и народа Канады: Мы ошибались. Мы сожалеем. И мы никогда не позволим этому повториться.Премьер-министр Джастин Трюдо 28 ноября 2017 года

### Извинения начальников полиции Канады
В декабре 2020 года начальники полиции Канады принесли официальные извинения за десятилетия угнетения и противодействия гомосексуализму и правам ЛГБТ с 1960-х годов по сегодняшний день по всей Канаде:
Мы чувствовали, что Международный день прав человека в этом году был для нас подходящей возможностью принести извинения, примирить свое прошлое и начать процесс исцеления, идущий вперед. От имени Канадской ассоциации начальников полиции я хочу искренне извиниться за вред, который мы причинили, не полностью поддерживая сообщества бердашей, лесбиянок, геев, бисексуалов, транссексуалов, трансгендеров и квир-сообществ. Теперь мы лучше понимаем влияние конкретных законов, политики и решений на общество и то, как мы способствовали институциональной предвзятости, нетерпимости и нарушению прав человека. Мы признаем боль, которую причинили наши действия, личные страдания, стыд и травмы, которым способствовали наши общественные позиции, а также глубокое недоверие и раскол, вызванные занимаемыми нами позициями. Мы берем на себя ответственность за наши прошлые проступки, и от имени Канадской ассоциации начальников полиции мне очень жальБрайан Ларкин, президент Канадской ассоциации начальников полиции, 10 декабря 2020 года
Заместитель начальника Роджер Уилки и Сьюлин Найт, сопредседатели Комитета полиции Канады по вопросам справедливости, разнообразия и интеграции:
Для всех канадских полицейских служб критически важно оказать поддержку бердашам, лесбиянкам, геям, бисексуалам, транссексуалам, трансгендерам и квир-сообществам и организациям по всей Канаде. Мы должны вместе противостоять гомофобии, трансфобии и любым другим видам маргинализации, обвинения, неуважения или ненависти. Чтобы обеспечить воплощение национального стратегического приоритета в осязаемые и практические действия, полиция Канады создала Комитет по вопросам справедливости, разнообразия и интеграции с целью поддерживать усилия по созданию и совершенствованию полицейской практики, способствующей справедливости, равенству и вовлеченности посредством выявления, смягчения и устранение воздействия скрытых предубеждений и дискриминации в практике и политике, которые могут поддерживать системные барьеры и способствовать продвижению разнообразия в полицейских учреждениях. Для полицейских организаций важно осознавать влияние своих слов и действий. Несмотря на то, что мы улучшили свою практику и отстаивали принципы справедливости, разнообразия и прав человека, предстоит еще много работы, и полиция Канады упорно работает, чтобы поддержать полицейские организации по всей стране в их усилиях по отстаиванию системных изменений, которые должны быть созданы для создания открытого и равноправного общества для всех

## Признание однополых отношений

### Однополые браки

#### Инициативы провинций
Даже до 2005 года, когда парламент принял Закон о гражданском браке, предусматривающий введение однополых браков по всей стране, однополые отношения уже были признаны во многих провинциях, поскольку некоторые провинциальные законодательные акты уже закрепляли одинаковые права и обязанности для пар как одного, так и противоположных полов.
В 2001 году Саскачеван принял пару законодательных актов, касающихся семейных отношений. Эти два закона внесли поправки во все провинциальные статуты, которые касались прав и обязанностей супружеских пар по общему праву, и они были применены в равной мере ко всем супружеским парам по общему праву, будь то однополые или разнополые пары.
В 2002 году в Квебеке рассматривался вопрос о conjoints de fait (де-факто супругов), как однополых, так и разнополых пар. Национальное собрание внесло поправки в Гражданский кодекс Квебека, чтобы предоставить однополым и разнополым парам всеобъемлющее решение, максимально возможное в пределах юрисдикции провинции. Поправки создали правовой статус гражданских союзов. Пары, решившие создать такой союз, независимо от пола или сексуальной ориентации, пользуются теми же правами, что и брак, «в том, что касается руководства семьей, осуществления родительских прав, участия в расходах, проживания семьи, проживания в семье. семейного наследства и компенсационного пособия». С тех пор, помимо того, что они обязаны жить вместе и уважать друг друга, быть верными и помогать друг другу, супруги по гражданскому союзу имеют те же права, обязанности и обязанности, что и женатые пары. Однако, в отличие от брака, который находится под федеральной юрисдикцией, гражданский союз действителен только в Квебеке и не может быть признан за пределами провинции. Пара может столкнуться с неожиданными проблемами, если они находятся за пределами Квебека.

#### Судебные решения
В период с 2002 по 2005 год суды в нескольких провинциях и на одной территории постановили, что ограничение брака только парами противоположного пола является формой дискриминации, запрещенной статьей 15 Хартии. Суды опровергли определение брака согласно общему праву, используемое в соответствии с федеральным законом, и постановили, что однополые пары имеют право вступать в брак в этих юрисдикциях. Суды первой инстанции отложили действие своих постановлений, чтобы дать федеральному правительству время подумать, будет ли оно принимать закон или обжаловать решения. Однако Апелляционный суд Онтарио в своем решении постановил, что новое определение вступило в силу немедленно в Онтарио. Суды в других провинциях и на одной территории следовали этому решению, в результате чего канадская юрисдикция стала третьей в мире, где разрешены однополые браки, после Нидерландов и Бельгии. К июлю 2005 года однополые браки были официально признаны во всех провинциях и территориях, кроме Альберты, острова Принца Эдуарда, Северо-Западных территорий и Нунавута, охватив более 85 % населения Канады.

#### Ответ федерального правительства
Летом 2003 года федеральное правительство объявило, что не будет обжаловать решения и разработает закон, разрешающий однополые браки по всей стране. Законопроект был внесен в Верховный суд Канады, чтобы гарантировать, что он выдержит вызов Хартии со стороны тех, кто выступает против однополых браков. В декабре 2004 года Верховный суд объявил предлагаемое определение «брака» соответствующим в отношении всех вопросов, упомянутых в Хартии, и относящимся к исключительной законодательной власти парламента Канады.
Парламент принял законопроект 20 июля 2005 года, сделав Канаду четвёртой страной, легализовавшей однополые браки по всей стране, и первой, сделавшей это без требования к месту жительства.

#### Общественное мнение
Одно исследование Марка В. Лемана предполагает, что в период с 1997 по 2004 год общественное мнение Канады о легализации однополых браков претерпело драматический сдвиг: переход от поддержки меньшинств к поддержке большинства, и что эта поддержка стала результатом значительного сдвига в позитивных настроениях в сторону геев и лесбиянок.

#### Принятие

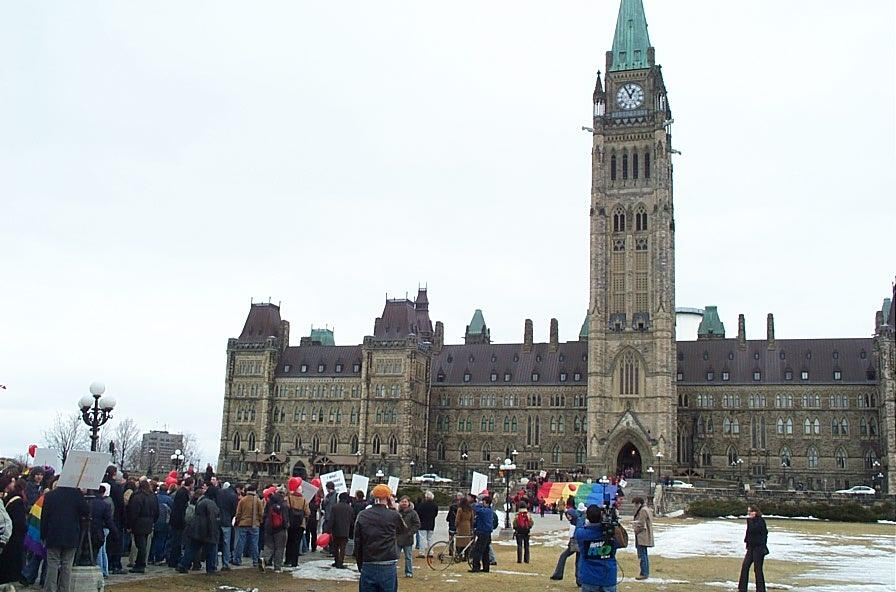
Акция «Марш сердец» за однополые браки в Канаде на Парламентском холме в Оттаве, 6 марта 2004 года

Первой провинцией, которая разрешила усыновление детей однополыми парами в Канаде, была Британская Колумбия в 1996 году. С тех пор усыновление однополыми парами было легализовано в Онтарио (1999), Новой Шотландии (2001), Саскачеване (2001), Ньюфаундленде и Лабрадоре (2002), Квебеке (2002), Манитоба (2002), Северо-Западных территориях (2002) и Юконе (2003). В Альберте усыновление пасынка было легализовано в 1999 году. Восемь лет спустя, в 2007 году, совместное усыновление стало законным в Альберте. Нью-Брансуик легализовал совместное усыновление в 2008 году, а остров Принца Эдуарда сделал это в 2009 году. Нунавут легализовал усыновление однополыми парами в 2011 году и, таким образом, стал последней провинцией или территорией в Канаде, которая сделала это.

## Защита от дискриминации и преследований

### Механизм правоприменения
Федеральное правительство и каждая провинция и территория Канады приняли законы о правах человека, которые запрещают дискриминацию и домогательства по нескольким признакам (например, раса, пол, гендерная идентичность или самовыражение, семейное положение, религия, инвалидность, возраст и сексуальная ориентация) в частной и общественной жизни, сфере занятости, жилищного строительства, коммунальных услуг и рекламы. Некоторые законы также распространяются на дополнительные действия. Эти акты являются квазиконституционными законами, которые имеют приоритет над обычными законами, а также постановлениями, контрактами и коллективными соглашениями. Они придерживаются правила, согласно которому каждый человек имеет право на равные преимущества перед законом. Обычно они применяются комиссиями и трибуналами по правам человека посредством расследования жалоб, примирения и арбитражного разбирательства, которое является медленным, но бесплатным и включает защиту от репрессалий, при этом адвокат не требуется.

### Определения антидискриминации
Сексуальная ориентация не определяется ни в одном законе о правах человека, но широко интерпретируется как означающая гетеросексуальность, гомосексуальность и бисексуальность. Сюда не входят транссексуалы и трансгендеры. Федеральный суд Канады заявил, что сексуальная ориентация «является точным юридическим понятием, которое конкретно касается предпочтений человека с точки зрения пола» в сексуальных отношениях, и не является расплывчатым или чрезмерно широким.
По состоянию на 2017 год все законы о правах человека включают «гендерное выражение» и/или «гендерную идентичность» в качестве запрещенных оснований для дискриминации. Ранее суды по правам человека истолковывали свои акты о правах человека как включающие гендерную идентичность и гендерное выражение в категорию «пол» как запрещенное основание для дискриминации.
Комиссия по правам человека Онтарио приняла следующее определение:
Сексуальная ориентация - это больше, чем просто «статус», которым обладает человек; это неизменная личная характеристика, которая составляет часть основной идентичности человека. Сексуальная ориентация охватывает весь диапазон человеческой сексуальности от геев и лесбиянок до бисексуальных и гетеросексуальных ориентаций
И определяет гендерную идентичность и гендерное выражение следующим образом:
Гендерная идентичность - это внутренний и индивидуальный гендерный опыт каждого человека. Это его ощущение себя женщиной, мужчиной, обоими, ни кем-либо другим по гендерному спектру. Гендерная идентичность человека может совпадать с полом, с которым человек родился, или отличаться от него. Гендерная идентичность коренным образом отличается от сексуальной ориентации человека. Гендерное выражение - это то, как человек публично представляет свой пол. Это может включать поведение и внешний вид, например одежду, волосы, макияж, язык тела и голос. Выбранное человеком имя и местоимение также часто используются для обозначения пола
Аналогичные определения существуют в комиссиях по правам человека других провинций, например, Комиссия Квебека определяет сексуальную ориентацию как эмоциональное или сексуальное влечение к кому-либо и как личную характеристику, как постоянную или трудно поддающуюся изменению.
Все законы о правах человека в Канаде также прямо запрещают дискриминацию по признаку инвалидности, которая интерпретируется как включающая СПИД, ЗППП и ВИЧ-положительный статус, а также принадлежность к группе высокого риска заражения ВИЧ.

### Федеральный закон
20 июня 1996 года в Канадский закон о правах человека были внесены поправки, включившие сексуальную ориентацию в качестве защищенного основания. Канадский закон о правах человека гарантирует право на равенство, равные возможности, справедливое обращение и среду, свободную от дискриминации при приеме на работу и предоставлении товаров, услуг, помещений или жилья в пределах федеральной юрисдикции, такой как федеральные департаменты и агентства, Вооруженные силы Канады, банки, радио- и телестанции, авиалинии и межпровинциальные транспортные средства.
Попытки добавить «гендерную идентичность и самовыражение» в качестве защищенных оснований начались, когда депутат новой демократической партии Билл Сиксай внес в Палату общин в 2005 году законопроект о частном участии 2009 года, с дополнительными положениями о добавлении гендерной идентичности и самовыражения к положениям Уголовного кодекса о преступлениях на почве ненависти. В феврале 2011 года он прошёл третье чтение в Палате общин при поддержке всех партий, но не рассматривался в Сенате до роспуска парламента на 41-х канадских федеральных выборах. Аналогичные законопроекты были внесены в следующий парламент, и законопроект Рэндалла Гаррисона был принят в Палате общин, но он был заморожен в связи с постановлением Сената, когда были объявлены федеральные выборы 2015 года.
В мае 2016 года правительство приняло Закон о внесении поправок в Закон Канады о правах человека и Уголовный кодекс, чтобы добавить «гендерную идентичность или выражение» в Закон о правах человека Канады и положения Уголовного кодекса о преступлениях на почве ненависти. В июне 2017 года парламент Канады принял закон, который через неделю получил королевское одобрение. Закон вступил в силу немедленно.

### Провинциальные и территориальные законы
В 1977 году в Квебекскую хартию прав и свобод человека, которая одновременно является хартией прав и законом о правах человека и молодежи, в 1982 году были внесены поправки, запрещающие дискриминацию по признаку сексуальной ориентации, а затем преследования. Таким образом, провинция Квебек стала первой юрисдикцией в мире, превышающей город или округ, которая запретила дискриминацию по сексуальной ориентации и домогательства (включая, помимо прочего, издевательства, оскорбления и запугивание в школе или на работе) в частном и государственном секторах. Позже, в 2016 году, в закон были внесены поправки, включившие гендерную идентичность и гендерное выражение. С 2008 года Министерство юстиции Квебека было специально предназначено для борьбы с гомофобией, чтобы обеспечить полное социальное признание среди населения Квебека и внутри него. Мандат Bureau de lutte contre l’homophobie заключается в «надзоре за выполнением, мониторингом и оценкой Государственного плана действий по борьбе с гомофобией», который «способствует уважению прав членов сексуальных меньшинств» и устанавливает «создание безопасной, инклюзивной среды» как один из пяти приоритетов.
В 1984 году в Манитобе активисты ЛГБТ настаивали на включении защиты от дискриминации по признаку сексуальной ориентации, используя различные методы, включая, например, 59-дневную голодовку Ричарда Норта. В 1987 году Манитоба приняла Кодекс прав человека, который включал защиту от дискриминации по признаку сексуальной ориентации.
В 1998 году Верховный суд постановил в деле Вринд против Альберты, что исключение сексуальной ориентации из актов о правах человека является нарушением статьи 15 (1) Хартии прав и свобод. Таким образом, сексуальная ориентация охраняется законом во всех юрисдикциях Канады. В 2009 году Альберта стала последней юрисдикцией в Канаде, которая добавила «сексуальную ориентацию» в свой кодекс прав человека.
С июня 2017 года все провинциальные и территориальные законы о правах человека прямо запрещают дискриминацию на основе гендерной идентичности, а некоторые также прямо включают гендерное выражение.

### Таблица защиты от дискриминации ЛГБТ
| Территория / Провинция     | Защита сексуальной ориентации | Защита гендерной идентичности | Защита гендерного выражения                                          | Запрет конверсионной терапии |
| -------------------------- | ----------------------------- | ----------------------------- | -------------------------------------------------------------------- | --- |
| Канада (федеральный)       | Да (с 1996)                   | Да (с 2017)                   | Да (с 2017)                                                          | Нет |
| Альберта                   | Да (с 2009)                   | Да (с 2015)                   | Да (с 2015)                                                          | Да/Нет Никаких провинциальных законов. Запрещена в некоторых муниципалитетах: округе Страткона, Сент-Альберте и Эдмонтоне с 2019 года; Калгари, Летбридже, региональном муниципалитете Вуд-Баффало и Спрус-Гров с 2020 года; а также в Форт-Саскачеван и Стратфорде с 2021 года |
| Британская Колумбия        | Да (с 1992)                   | Да (с 2016)                   | Да (с 2016)                                                          | Да/Нет Никаких провинциальных законов. Запрещена в Ванкувере с 2018 года |
| Манитоба                   | Да (с 1987)                   | Да (с 2012)                   | Да/Нет Не включена явно, но неявно включена как минимум с 2016 года) | Да (с 2015) |
| Нью-Брансуик               | Да (с 1992)                   | Да (с 2017)                   | Да (с 2017)                                                          | Нет |
| Ньюфаундленд и Лабрадор    | Да (с 1995)                   | Да (с 2013)                   | Да (с 2013)                                                          | Нет |
| Новая Шотландия            | Да (с 1991)                   | Да (с 2012)                   | Да (с 2012)                                                          | Да/Нет (с 2018, но позволяет «совершеннолетним несовершеннолетним» в возрасте от 16 до 18 лет давать согласие) |
| Онтарио                    | Да (с 1986)                   | Да (с 2012)                   | Да (с 2012)                                                          | Да (с 2015) |
| Остров Принца Эдуарда      | Да (с1998)                    | Да (с 2013)                   | Да (с 2013)                                                          | Да (с 2019) |
| Квебек                     | Да (с 1977)                   | Да (с 2016)                   | Да (с 2016)                                                          | Да (с 2020) |
| Саскачеван                 | Да (с 1993)                   | Да (с 2014)                   | Да (с 2016)                                                          | Да/Нет Никаких провинциальных законов. Запрещена в Саскатуне и Реджайне с 2021 года. |
| Северо-западные территории | Да (с 2002)                   | Да (с 2002)                   | Да (с 2019)                                                          | Нет |
| Нунавут                    | Да (с 1999)                   | Да (с 2017)                   | Да (с 2017)                                                          | Нет |
| Юкон                       | Да (с 1987)                   | Да (с 2017)                   | Да (с 2017)                                                          | Да (с 2020) |

### Сферы, где гарантировано равенство
Соответственно, дискриминация, в том числе домогательства, на основе реальной или предполагаемой сексуальной ориентации, гендерной идентичности или статуса ВИЧ/СПИДа запрещена на всей территории Канады в сфере занятости, жилья, услуг, предоставляемых населению и рекламы, в частном и государственном секторе. Охватываются все аспекты трудоустройства, включая льготы для супругов и постоянных партнёров. Примеры услуг включают кредит, страхование, государственные программы, гостиницы и школы, открытые для общественности. Школы, открытые для общественности, несут ответственность за обзывания и издевательства против геев со стороны учащихся или сотрудников. ЛГБТ-канадцам разрешили служить в армии с тех пор, как в 1992 году было принято решение по делу Дуглас против Канады.
Запрещенная дискриминация возникает не только тогда, когда к кому-то обращаются менее благосклонно или преследуют по запрещенному признаку, но также и тогда, когда единообразная политика или практика имеет, возможно, непреднамеренный непропорционально неблагоприятный эффект на основании этого. Это называется «дискриминация с неблагоприятными последствиями». Например, теоретически для школ, открытых для общественности, может быть дискриминационным требование согласия родителей на участие учащихся во всех школьных клубах, предполагая, что учащиеся с меньшей вероятностью будут просить или получать разрешение на участие в альянсах геев и гетеросексуалов.

### Исключения
В законах о правах человека нет исключений специально для сексуальной ориентации или гендерной идентичности, однако законы о правах человека обычно включают исключение для «добросовестных требований» или квалификаций, которые применяются к большинству оснований (например, пол, сексуальная ориентация, инвалидность), но только когда соблюдены строгие требования Meiorin Test.
Поскольку законы о правах человека являются квазиконституционными, соискатели вакансий или профсоюзы, например, не могут отказаться от прав на равенство. Однако в других законах может прямо указываться, что они применяются независимо от закона о правах человека. Кроме того, некоторые коллективные договоры включают широкие положения о недопущении дискриминации, которые фактически расширяют права, перечисленные в законах о правах человека.

### Школы и другие учебные заведения

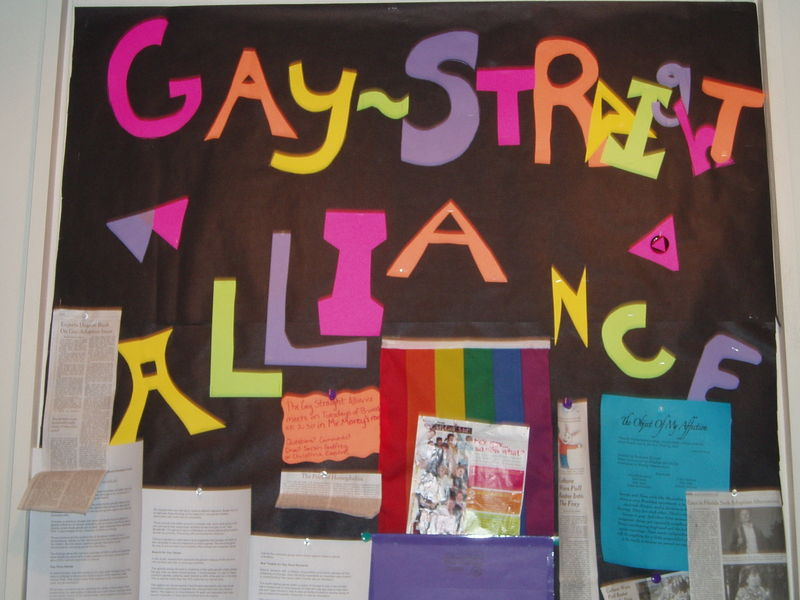
В некоторых школах существуют однополые союзы или аналогичные группы для борьбы с гомофобией и издевательствами и оказания поддержки учащимся ЛГБТ в школе

Права студентов и сотрудников ЛГБТ в образовательном учреждении значительно различаются в зависимости от того, является ли учреждение религиозным и/или открытым для общественности, поскольку законы о правах человека лишь частично запрещают дискриминацию в отношении учеников частных школ, а Хартия лишь частично запрещает дискриминацию со стороны церкви, ассоциации и предприятия, в то время как статья 2 Хартии защищает свободу религии, а статья 93 Конституции признает право на религиозные школы в некоторых провинциях.
В учебную программу государственных школ, особенно в Британской Колумбии, в настоящее время вносятся поправки, чтобы включить темы ЛГБТ. В действительности, реализация учебной программы варьируется от школы к школе и часто от учителя к учителю.
Религиозные учебные заведения во многих случаях могут проводить дискриминацию студентов и сотрудников по признаку сексуальной ориентации в соответствии с религиозной доктриной. Тем не менее, если они сдают помещения в аренду населению на коммерческой основе безотносительно к своей религии, они не могут отказать в аренде их группам ЛГБТ. Вызывает споры то, что Верховный суд Канады вынес решение в пользу отказа в аккредитации религиозному университету в 2018 году из-за его политики, отказывающей в приеме студентам, которые занимались однополым сексом или сексом вне брака.
Однако большинство учебных заведений, включая частные школы, открытые для широкой публики, являются государственными. Они подпадают под действие законов о правах человека и строго обязаны не дискриминировать сотрудников или студентов по всем запрещенным признакам, включая сексуальную ориентацию, ВИЧ / СПИД (и гендерную идентичность, см. «Основания для запрещенной дискриминации»). Они несут строгую ответственность за домогательства, обзывания и издевательства над студентами и сотрудниками со стороны персонала на этих основаниях. Кроме того, в результате решения по делу Джубрана, они несут ответственность за большую часть такого поведения студентов. Они могут нести ответственность за издевательства против геев, даже если жертва не является геем и не считается таковой (например, когда хулиган сознательно делает ложное заявление о том, что девушка является лесбиянкой, чтобы подвергнуть её остракизму или издевательствам со стороны других лиц, либо оказать на неё давление с целью заняться сексом с мальчиком, чтобы доказать обратное).
Более того, школам может быть недостаточно постепенно дисциплинировать хулиганов, когда это неэффективно. Школы несут ответственность за создание образовательной среды, свободной от дискриминационных домогательств, и это может потребовать от них предоставления «ресурсов для принятия более широкого познавательного подхода к решению сложных проблем домогательств, гомофобии и дискриминации».
Органы управления государственным образованием могут ограничивать свободу выражения мнения и права на свободу вероисповедания учителей и школьных консультантов в отношении заявлений, которые они могут делать по вопросам ЛГБТ, как на работе, так и вне её. Считается, что учителя и школьные консультанты занимают должности, пользующиеся доверием и влиянием на молодых людей, и обязаны следить за тем, чтобы их публичные заявления не подрывали общественное доверие к школьной системе и не создавали неприветливую или нетерпимую школьную среду.
В 2012 году Онтарио принял Закон о приеме в школы, который был принят после растущей обеспокоенности по поводу агрессивного поведения и нескольких трагических самоубийств учащихся, подвергшихся издевательствам. Законодательство направлено на выявление и предотвращение издевательств, в том числе учащихся из числа ЛГБТ, а также на предоставление ресурсов и поддержку преподавателям и студентам, когда они имеют дело со случаями издевательств. В соответствии с этим актом издевательство определяется как повторяющееся и агрессивное поведение ученика, при котором: 1) ученик намерен вызвать поведение, или ученик должен знать, что такое поведение может причинить, навредить, испугать или причинить страдания другому человеку, включая психологический вред или ущерб репутации человека и 2) поведение происходит в контексте, где существует реальный или предполагаемый дисбаланс сил между учеником и человеком, основанный на таких факторах, как размер, сила, возраст, интеллект, групповая власть у сверстников, экономический статус, социальный статус, религия, этническое происхождение, сексуальная ориентация, семейные обстоятельства, пол, раса, инвалидность или получение специального образования. Квебек, Манитоба, Нью-Брансуик, Новая Шотландия, Альберта, Ньюфаундленд и Лабрадор, Северо-Западные территории и Юкон также приняли аналогичные законы о борьбе с издевательствами. Другие провинции, включая Британскую Колумбию и Саскачеван, разработали политику и планы действий в отношении издевательств в школах.
18 июня 2020 года сотрудники Канадского музея прав человека сообщили, что его руководство иногда просило сотрудников не показывать гей-контент в турах по просьбе определённых гостей, включая группы религиозных школ.

## Разжигание вражды и пропаганда

### Федеральные законы
Уголовный кодекс прямо запрещает пропаганду ненависти против членов идентифицируемых групп, в том числе представителей общественности, отличающихся сексуальной ориентацией, гендерной идентичностью или гендерным выражением. Таким образом, члены идентифицируемых групп защищены от разжигающих ненависть высказываний и публикаций. Помимо запрета на публикации, разжигающих ненависть, Уголовный кодекс также запрещает клевету. Каждый человек, включая ЛГБТ, защищен от дискредитирующей клеветы, особенно с помощью книг, брошюр, газет и открытого Интернета, что «может нанести ущерб репутации любого человека, подвергая его ненависти, презрению или насмешкам или которые предназначены для оскорбления личности или в отношении кого она опубликована», либо напрямую, с инсинуациями или иронией, словами или иным образом. Уголовный кодекс также криминализирует акт пропаганды геноцида, опять же, против членов идентифицируемых групп.
Разжигание ненависти также запрещено постановлениями, принятыми в соответствии с Законом о вещании. Если станция, сеть или предприятие используются для радио-, телевещания или предоставления дополнительных услуг, «лицензиат не должен транслировать программы, содержащие … какие-либо оскорбительные комментарии или оскорбительные графические изображения, которые, взятые в контексте, имеют тенденцию или вероятны подвергать человека или группу лиц ненависти или презрению по признаку сексуальной ориентации; в том числе и через любые ложные или вводящие в заблуждение новости».

### Провинциальные и территориальные законы
Также существуют запреты на публикации, разжигающие ненависть, в трех провинциях и на одной территории. Альберта, Британская Колумбия, Саскачеван и Северо-Западные территории ввели запрет на публикации, разжигающие ненависть, в своем законодательстве о правах человека. Закон Альберты запрещает публикации, разжигающие ненависть по признаку пола, гендерной идентичности, гендерного самовыражения, пола и сексуальной ориентации. Британская Колумбия запрещает публикации, разжигающие ненависть по признаку пола, сексуальной ориентации, гендерной идентичности или самовыражения. Саскачеван запрещает публикации, разжигающие ненависть по признаку пола, сексуальной ориентации или гендерной идентичности, в то время как закон Северо-Западных территорий запрещает публикации, разжигающие ненависть по признаку пола, сексуальной ориентации, гендерной идентичности или самовыражения.

### Решения Верховного Суда
В деле R v Keegstra Верховный суд подтвердил конституционность уголовного запрета на пропаганду ненависти, а в деле R v Lucas он подтвердил обвинение в диффамационной клевете. Верховный суд поддержал запрет на публикации на почве ненависти в законах о правах человека в двух делах: Канада (Комиссия по правам человека) против Тейлора и Комиссия по правам человека Саскачевана против Ваткотта.

## Конверсионная терапия
«Конверсионная терапия», также известная как «репаративная терапия», относится к широко опровергнутым и оскорбительным медицинским, духовным и психологическим практикам, которые ложно утверждают, что способны изменить сексуальную ориентацию, гендерную идентичность или гендерное выражение человека. Такая практика была отвергнута и осуждена всеми основными медицинскими и психиатрическими организациями, включая Канадскую психологическую ассоциацию, Канадскую психиатрическую ассоциацию и Канадское педиатрическое общество, со ссылкой на потенциальный вред и неэффективность.

### Федеральный закон

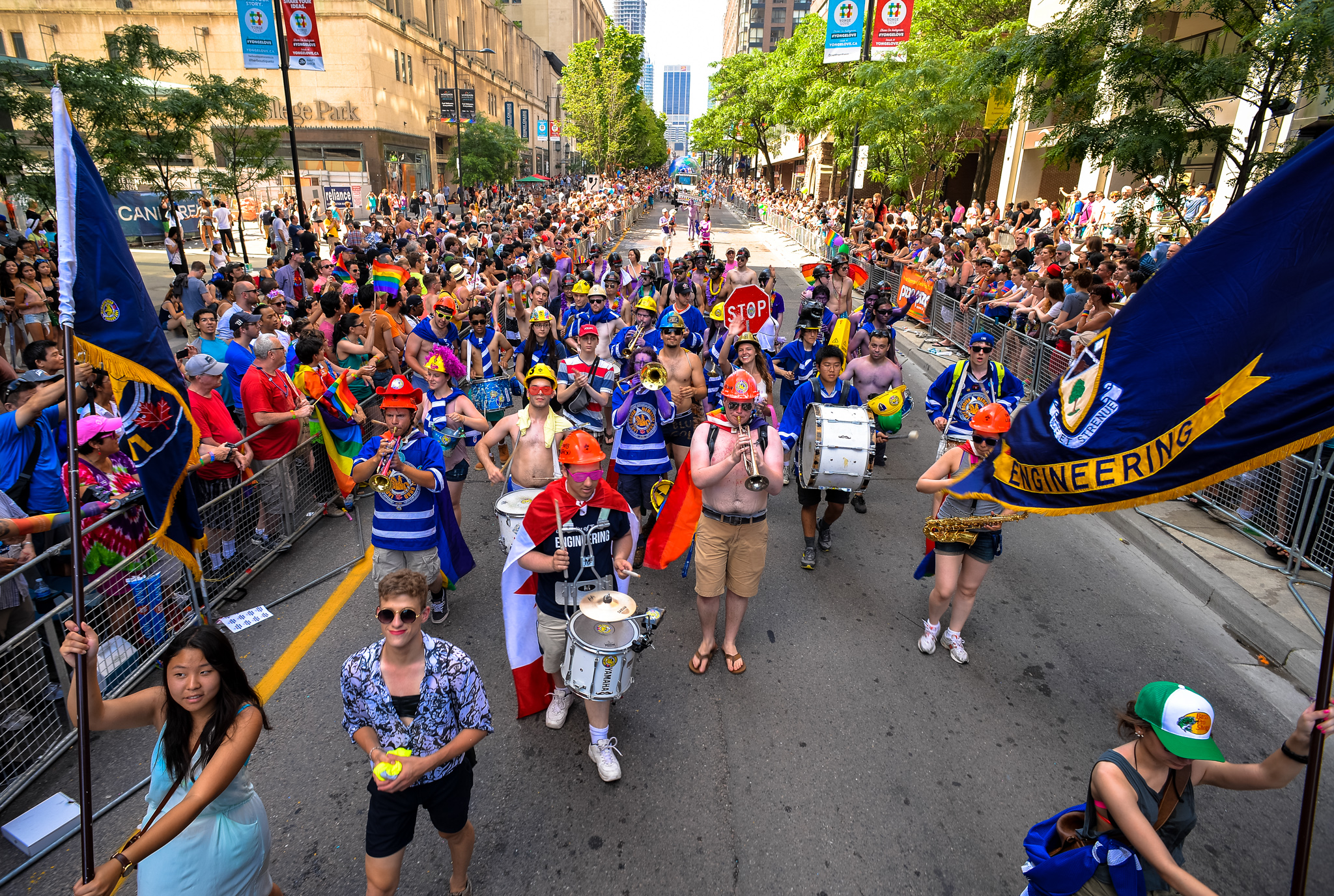
Гей-парад в Торонто, 2014 год

В сентябре 2018 года Lethbridge Public Interest Research Group и YQueerL подали петицию о запрете конверсионной терапии по всей стране. Однако в марте 2019 года правительство Канады отклонило петицию после того, как она была представлена в Палате общин 1 февраля депутатом Шери Бенсон. В ответе правительства утверждалось, что конверсионная терапия «аморальна», «не отражает ценности канадцев» и была определена как «неэтичная». Однако правительство отказалось принять меры против этой практики, утверждая, что она подпадает под сферу регулирования профессиональных медицинских работников (на основании того, что некоторая конверсионная терапия проводится сертифицированными медицинскими специалистами, такими как зарегистрированные психиатры или психотерапевты), которая находится под провинциальной и территориальной юрисдикции.
В апреле 2019 года либеральный сенатор Серж Джоял внес на рассмотрение законопроект S-260, который направлен на внесение поправок в «Уголовный кодекс, с тем чтобы объявить преступлением рекламу услуг конверсионной терапии для рассмотрения и получения финансовой или иной материальной выгоды за предоставление услуг конверсионной терапии для лиц моложе восемнадцати лет» и «подлежит либо тюремному заключению на срок не более пяти лет», либо «наказывается в порядке суммарного судопроизводства». Парламент был распущен к выборам 2019 года.
В мае 2019 года члены Канадской ассоциации адвокатов призвали правительство Канады изучить, имеет ли оно законное право запрещать конверсионную терапию и отменять налоговые льготы для групп, которые проводят конверсионную терапию, как в Канаде, так и за рубежом.
В июне 2019 года правительство Канады направило в провинции и территории письмо с призывом запретить конверсионную терапию.
В декабре 2019 года премьер-министр Джастин Трюдо объявил, что общенациональный запрет конверсионной терапии будет приоритетом для его правительства. Законопроект C-8, так же известный как Закон о внесении поправок в Уголовный кодекс (конверсионная терапия), был внесен в марте 2020 года, но не был принят из-за перерыва в работе парламента позднее в 2020 году. Правительство повторно представило его как законопроект C-6 на 1 октября 2020 года. Хотя законопроект был принят Палатой общин в июне 2021 года, он не прошёл в Сенат до того, как парламент был распущен перед выборами в сентябре 2021 года.

### Провинциальные и территориальные законы
В 2012 году Орден психологов Квебека подтвердил «свою позицию, согласно которой гомосексуальность как таковой не является психическим расстройством», и что он «противостоит изображению молодых людей и взрослых из сексуальных меньшинств психически больными из-за их сексуальной ориентации». Любые жалобы, касающиеся аверсивной терапии, независимо от того, проводятся ли они религиозными, профессиональными или другими практикующими врачами, будут подаваться в один из профессиональных орденов и/или в Квебекскую комиссию по правам человека и праву собственности в соответствии с положением о преследовании, статьи 10.1 Квебекской хартии прав и свобод человека или пункту о жестоком психологическом обращении, статьи 38 Закона о защите молодежи. «Никакие идеологические или иные соображения, включая соображения, основанные на понятии чести, не могут оправдать любую ситуацию, описанную в статье 38». В октябре 2020 года правительство Квебека внесло законопроект о запрете конверсионной терапии. Он был принят единогласно 9 декабря 2020 года и получил королевское одобрение 11 декабря 2020 года. Закон предусматривает, что любое лицо, прошедшее такую терапию, то есть посредством духовной или недуховной практики, службы или лечения, может получить возмещение за причиненную травму. В Квебеке в любом случае нельзя назначить иск о возмещении ущерба за телесные повреждения в результате конверсионной терапии; такая терапия, по смыслу Гражданского кодекса Квебека, квалифицируется как уголовное преступление, как насильственная травма, перенесенная в детстве. В результате конверсионная терапия стала наказуемой по закону в Квебеке 11 декабря 2020 года.
22 мая 2015 года министр здравоохранения Манитобы Шарон Блейди объявила о мерах по прекращению конверсионной терапии в Манитобе. Блейди сообщила, что Кодекс прав человека провинции запрещает дискриминацию по признаку сексуальной ориентации, в том числе по поводу того, как предоставляются медицинские услуги. Блейди также заявила, что «позиция правительства Манитобы состоит в том, что конверсионной терапии не может быть места в системе здравоохранения провинции».
В июне 2015 года в провинции Онтарио был принят Закон о подтверждении сексуальной ориентации и гендерной идентичности (законопроект 77). Закон запрещает конверсионную терапию для несовершеннолетних и запрещает её финансирование в рамках государственного плана медицинского страхования Онтарио для всех и любого возраста. Законопроект был внесен Чери Ди Ново, членом Новой демократической партии Онтарио, и принят Законодательным собранием при поддержке всех трех основных политических партий.
6 июня 2018 года городской совет Ванкувера единогласно проголосовал за запрет конверсионной терапии для организаций, независимо от возраста. Положение о бизнес-лицензии распространяется на всех держателей лицензий, включая религиозные группы.
В Новой Шотландии были внесены три законопроекта (по одному от Либеральной партии Новой Шотландии, Прогрессивно-консервативной ассоциации Новой Шотландии и Новой демократической партии Новой Шотландии) о запрете псевдонаучной и оскорбительной практики. 25 сентября 2018 года Палата собрания Новой Шотландии приняла Закон о защите сексуальной ориентации и гендерной идентичности, закон о Либеральной партии, при единодушной поддержке всех сторон. Закон получил королевское одобрение 11 октября и сразу же вступил в силу. Закон предусматривает меры, аналогичные законодательству Онтарио, как с точки зрения запрещения профессионалам проводить терапию для несовершеннолетних, так и с точки зрения запрета государственным фондам оплачивать процедуры для всех, независимо от возраста. Однако возрастное ограничение Новой Шотландии установлено на уровне 19 лет вместо 18, и его исключение для компетентных согласных лиц имеет минимальный возрастной предел в 16 лет, тогда как закон Онтарио не устанавливает каких-либо конкретных минимальных ограничений в отношении компетентных согласных лиц. Законодательство Новой Шотландии также запрещает лицам, пользующимся доверием или властью (например, религиозным лидерам), предпринимать усилия, направленные на изменение ориентации или гендерной идентичности лиц моложе 19 лет.
В ноябре 2018 года чиновники острова Принца Эдуарда единогласно приняли предложение, выражающее поддержку запрету конверсионной терапии. Не имеющее обязательной силы ходатайство было внесено членом Партии зеленых Питером Беван-Бейкером. Министр здравоохранения Роберт Митчелл, утверждал, что, насколько ему известно, конверсионная терапия в провинции не практикуется. Защитник прав квир-сообщества сообщил, что хотел бы, чтобы провинция сделала следующий шаг и приняла закон. В ноябре 2019 года чиновники единогласно приняли Закон о защите сексуальной ориентации и гендерной идентичности в сфере здравоохранения. Законопроект, поддержанный Прогрессивно-консервативной партией острова Принца Эдуарда, стал результатом сотрудничества министра здравоохранения Джеймса Эйлворда и лидера оппозиции Питера Беван-Бейкера. Законопроект получил королевское одобрение 28 ноября и сразу же вступил в силу. Закон представляет собой сочетание законодательства Онтарио и Новой Шотландии, однако в законодательстве острова Принца Эдуарда повсеместно используется возраст 18 лет, тогда как в законодательстве Новой Шотландии возраст 16 лет используется для некоторых аспектов.
В марте 2020 года правительство Юкона внесло законопроект о запрете конверсионной терапии для несовершеннолетних. Он был принят и получил королевское одобрение 9 ноября 2020 года.

## Права интерсексуалов
К Дню осведомленности об интерсекс-сообществе в октябре 2018 года Egale Canada опубликовала заявление, в котором призвала правительство Канады защищать права интерсексуалов, выполняя «обязательства договорных органов по международному праву», и сопровождала его представлением в Комитет ООН против пыток. В заявлении говорилось о Уголовном кодексе, в котором говорится, что он «позволяет родителям и практикующим врачам без согласия проводить косметические операции интерсексуальным младенцам». В мае 2019 года Канадская ассоциация адвокатов сделала аналогичное заявление.
С 2017 года, помимо мужских и женских паспортов, канадские паспорта стали доступны с указателем пола «X». В июне 2019 года канадские власти объявили, что небинарные люди также могут подать заявку на получение гендерного маркера «X».
Свидетельства о рождении в Канаде выдаются должностными лицами провинций и территорий. По состоянию на 2019 год Альберта, Британская Колумбия, Нью-Брансуик, Ньюфаундленд и Лабрадор, Северо-Западные территории, Новая Шотландия, Онтарио и Юкон допускают вариант «третьего пола» («X»). Некоторые провинции, а именно Онтарио и Саскачеван, также предлагают гражданам возможность вообще не отображать поле «пол».

## Донорство крови и тканей
В 1980-х годах, в разгар пандемии ВИЧ / СПИДа, сдача крови была запрещена мужчинам, имевшим половые контакты с мужчинами совсем недавно.
В 2013 году этот запрет был частично снят и стало разрешено мужчинам, вступающим в сексуальные отношения с другим мужчиной, сдавать кровь после пятилетнего периода отсрочки. В июне 2016 года Министерство здравоохранения Канады объявило, что период отсрочки сдачи крови будет сокращен до одного года. Новый критерий вступил в силу 15 августа 2016 года. 3 июня 2019 года период отсрочки для геев и бисексуалов был сокращен с 1 года до 3 месяцев.
15 августа 2016 года вступили в силу новые критерии отбора транссексуалов у Канадской службы крови. Этот критерий гласит, что трансгендерным донорам, которые не перенесли операцию по смене пола, будут задаваться вопросы, основанные на их поле, указанном при рождении. Они будут иметь право делать пожертвования или получать отсрочку на основании этих критериев. Например, транс-женщин спросят, занимались ли они сексом с мужчиной в течение последних 12 месяцев. Если ответ положительный, они будут отсрочены на один год после их последнего сексуального контакта с мужчиной. А донорам, перенесшим операцию по смене пола, откажут от сдачи крови в течение одного года после операции. По истечении этого года эти доноры будут проверены на предмет их подтвержденного пола.
На органы и другие ткани также распространяется запрет на донорство от мужчин, практикующих секс с мужчинами, но могут быть сделаны исключения, если другой орган недоступен и если получатель дает осознанное согласие
Министерство здравоохранения Канады по-прежнему вводит пожизненный запрет на анонимное донорство спермы геями и бисексуальными мужчинами.
В сентябре 2021 года Премьер-министр Канады Джастин Трюдо объявил о том, что Канадская служба крови скоро должна объявить о полном снятии запрета на донорство для мужчин, практикующих секс с мужчинами.

## Проблемы ЛГБТ в международной политике
В 2008 году Канада приняла участие в Совместном заявлении о правах человека, сексуальной ориентации и гендерной идентичности, сделанном на Генеральной Ассамблее Организации Объединённых Наций от имени 66 стран. Раздел 6 гласит:
Мы осуждаем нарушения прав человека на основе сексуальной ориентации или гендерной идентичности, где бы они не происходили, в частности, применение смертной казни на этом основании, внесудебные казни, казни без надлежащего судебного разбирательства или произвольные казни, практику пыток и других жестоких, бесчеловечных или унижающих достоинство видов обращения и наказания, произвольный арест или задержание и лишение экономических, социальных и культурных прав, включая право на здоровье
После этого, в 2011 году, Канада также приняла участие в совместном заявлении, сделанном Советом по правам человека Организации Объединённых Наций от имени 85 стран, с целью «положить конец актам насилия и связанным с ними нарушениям прав человека на основе сексуальной ориентации и гендерной идентичности». Было упомянуто Совместное заявление 2008 года. Раздел 9 гласит:
Мы признаем нашу более широкую ответственность за прекращение нарушений прав человека в отношении всех тех, кто находится в маргинальном положении, и пользуемся этой возможностью, чтобы подтвердить нашу приверженность борьбе с дискриминацией во всех ее формах

## Влияние ЛГБТ в национальной политике

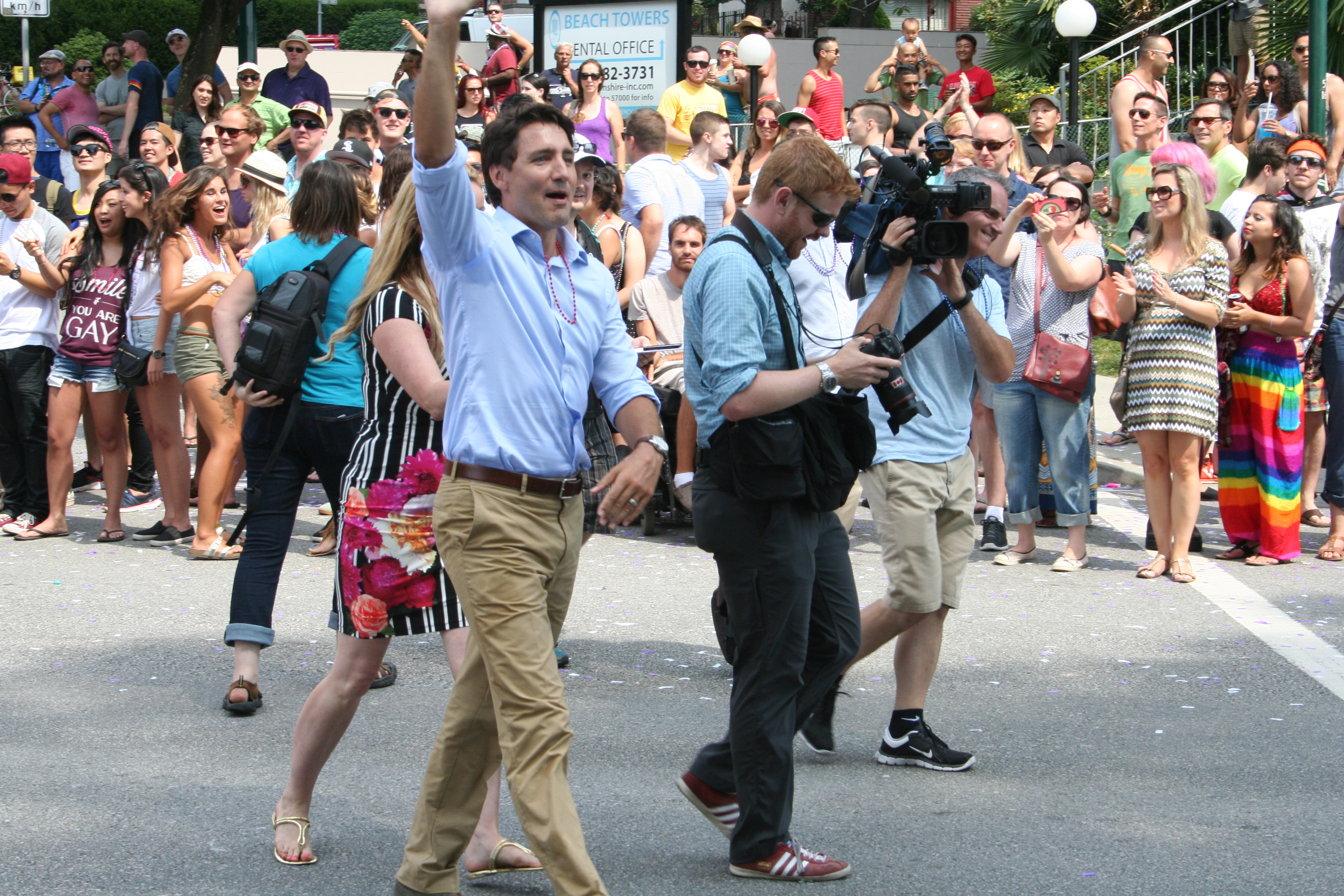
Джастин Трюдо на параде Vancouver Pride 2015, вскоре после начала своей предвыборной кампании

В Палате общин четыре партии в разной степени поддерживают права ЛГБТ. Новая демократическая партия, Партия зеленых, Квебекский блок и Либеральная партия Канады являются наиболее активными сторонниками этих прав. С момента своего основания Консервативная партия Канады в значительной степени выступала против прав ЛГБТ, хотя некоторые члены, обычно бывшие члены Прогрессивно-консервативной партии, поддерживали права ЛГБТ, включая однополые браки. Бывшие члены Канадского Альянса в целом выступали против расширения прав ЛГБТ, а бывшего депутата даже упрекали в призывах повторно криминализовать гомосексуальность.
С 2006 года Консервативная партия стала более активным защитником прав ЛГБТ в Канаде и за рубежом. В мае 2016 года делегаты Консервативной партии проголосовали за удаление определения брака как союза между одним мужчиной и одной женщиной из официального политического документа партии, что фактически изменило официальную позицию партии в отношении однополых браков с противоположной на нейтральную

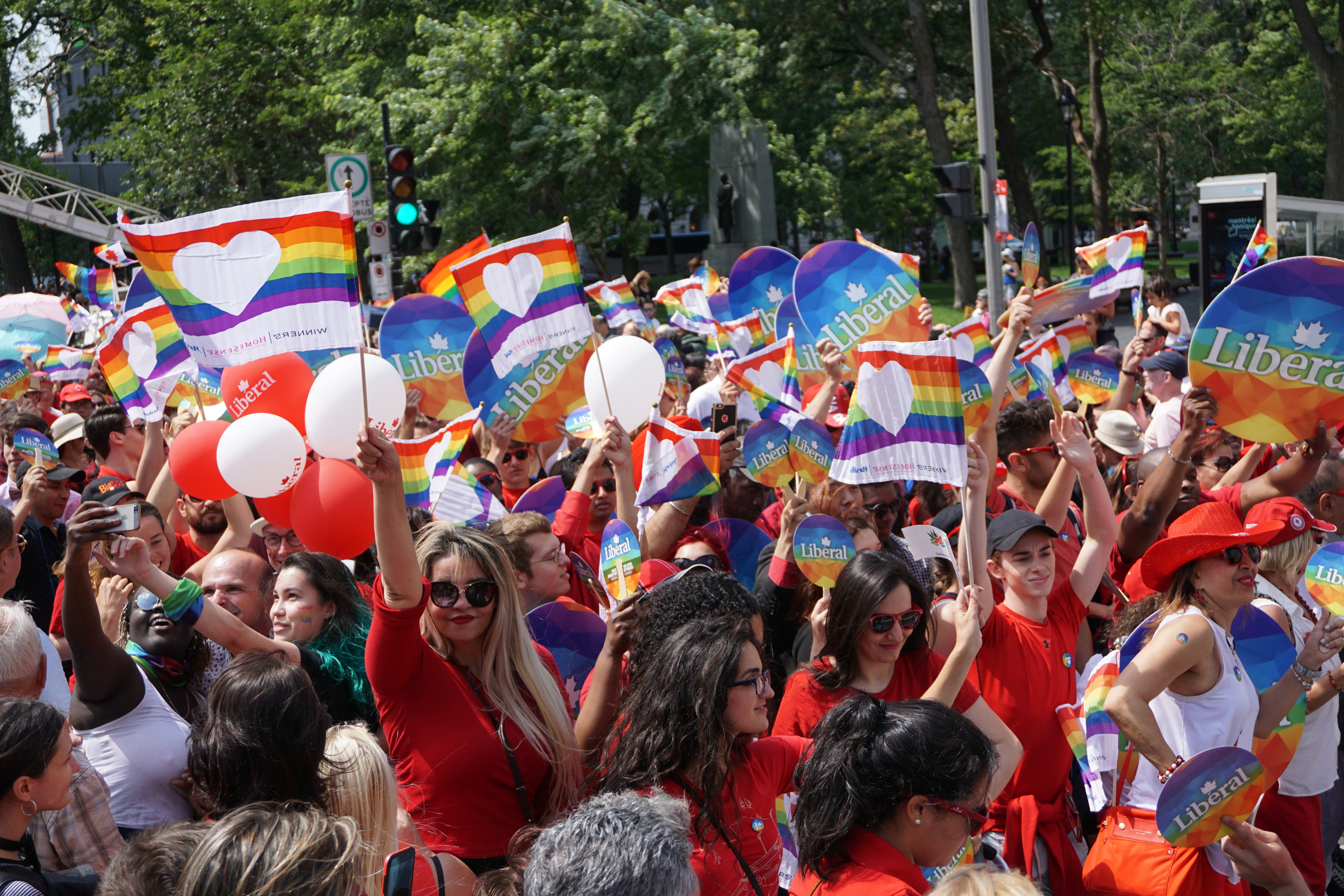
Либеральная партия на Марш-де-Фьерте в Монреале

Свенд Робинсон примечателен тем, что весной 1988 года был первым депутатом, который совершил каминг-аут. С тех пор за ним последовали другие политики-геи и лесбиянки в парламенте: его товарищи из Новой Демократической партии Либби Дэвис, Билл Сиксей, Филип Тун, Крейг Скотт и Дэни. Морен; Депутаты от Блока Квебека Реаль Менар и Раймон Гравель; депутаты от Либеральной партии Канады Скотт Брисон, Марио Сильва и Роб Олифант, а также сенаторы Лорье Лапьер и Нэнси Рут.
По состоянию на 2019 год четыре члена Палаты общин и два сенатора открыто считают себя геями или лесбиянками.
Крис Ли, лидер Партии зеленых Канады с 1990 по 1996 год, был первым открыто гомосексуальным лидером политической партии в Канаде. Свенд Робинсон стал в 1995 году первым открытым геем-кандидатом на пост лидера политической партии, представленной в Палате общин, хотя и не добился успеха. Андре Буаклер, бывший лидер Квебекской партии, стал первым открыто гомосексуальным лидером партии с парламентским представительством в Северной Америке; Эллисон Брюэр, бывший лидер Новой демократической партии Нью-Брансуика, также была избрана лидером партии, будучи лесбиянкой.
В следующих провинциях были открыто гомосексуальные провинциальные министры кабинета: Онтарио (Кэтлин Винн, Джордж Смитерман, Глен Мюррей), Британская Колумбия (Тим Стивенсон, Лорн Майенкур, Тед Неббелинг) и Манитоба (Джим Рондо, Дженнифер Ховард). 26 января 2013 года Кэтлин Винн стала лидером Либеральной партии Онтарио и премьер-министром этой провинции (самой большой из тринадцати провинций и территорий страны, где проживает примерно 39 % населения страны). После выборов в провинции Онтарио в 2014 году Кэтлин Винн стала первым открыто гомосексуальным лидером, избранным с мандатом большинства во всех юрисдикциях Содружества.
ProudPolitics, межпартийная организация, занимающаяся созданием сетей и помощью по сбору средств для ЛГБТ-политиков и кандидатов, вдохновленных Американским фондом победы геев и лесбиянок, была создана в Торонто в 2013 году.
15 ноября 2016 года Рэнди Буассонно, депутат от либеральной партии Эдмонтонского центра, был назначен специальным советником премьер-министра по вопросам ЛГБТ2. Эта роль включает в себя консультирование премьер-министра «по вопросам разработки и координации программы правительства Канады в отношении ЛГБТ-сообщества», включая защиту прав ЛГБТ в Канаде и устранение как нынешней, так и исторической дискриминации.
23 апреля 2019 года Королевский монетный двор Канады выпустил новую долларовую монету, символизирующую равенство с 3 миллионами долларовых монет, выпущенных в обращение в ознаменование 50-летия декриминализации гомосексуализма в Канаде.
В августе 2019 года мэр Оттавы Джим Уотсон совершил каминг-аут в статье для газеты Ottawa Citizen.